# Ehemaliges Rathaus Birkesdorf

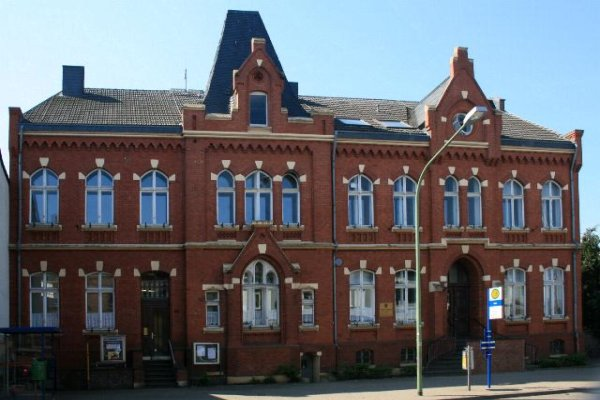

Das ehemalige Rathaus Birkesdorf befindet sich im Dürener Stadtteil Birkesdorf in Nordrhein-Westfalen. 
Das Gebäude steht in der Zollhausstraße 40 und wurde vor 1900 nach Plänen des Dürener Architekten Gustav Börstinghaus erbaut.
Der Backsteinbau mit gotisierenden Formen hat eine 12-achsige zweigeschossige Straßenfassade mit zwei Blendgiebeln und steilem Dachaufbau.
Seit der kommunalen Neugliederung am 1. Januar 1972 bis 2017 wurde das Gebäude als Außenstelle der Stadtverwaltung Düren genutzt. In ihm war das Tiefbauamt untergebracht. Vor dem Haus steht eine Rückriem-Stele. Nach dem Verkauf des Hauses an einen Investor werden dort Eigentumswohnungen eingerichtet.
Das Bauwerk ist unter Nr. 12/002 in die Denkmalliste der Stadt Düren eingetragen.